# Vrede
Pour les articles homonymes, voir Vrede (homonymie).
Vrede est une petite ville de la province sud-africaine de l'État-Libre (ancienne État libre d'Orange), centre agricole d'une région de 100 km2. Son nom, Vrede, est un mot qui signifie paix en afrikaans et en néerlandais. Cette appellation lui fut donnée pour marquer la fin de la dispute concernant le lieu où le village devait être établi. 

## Localisation

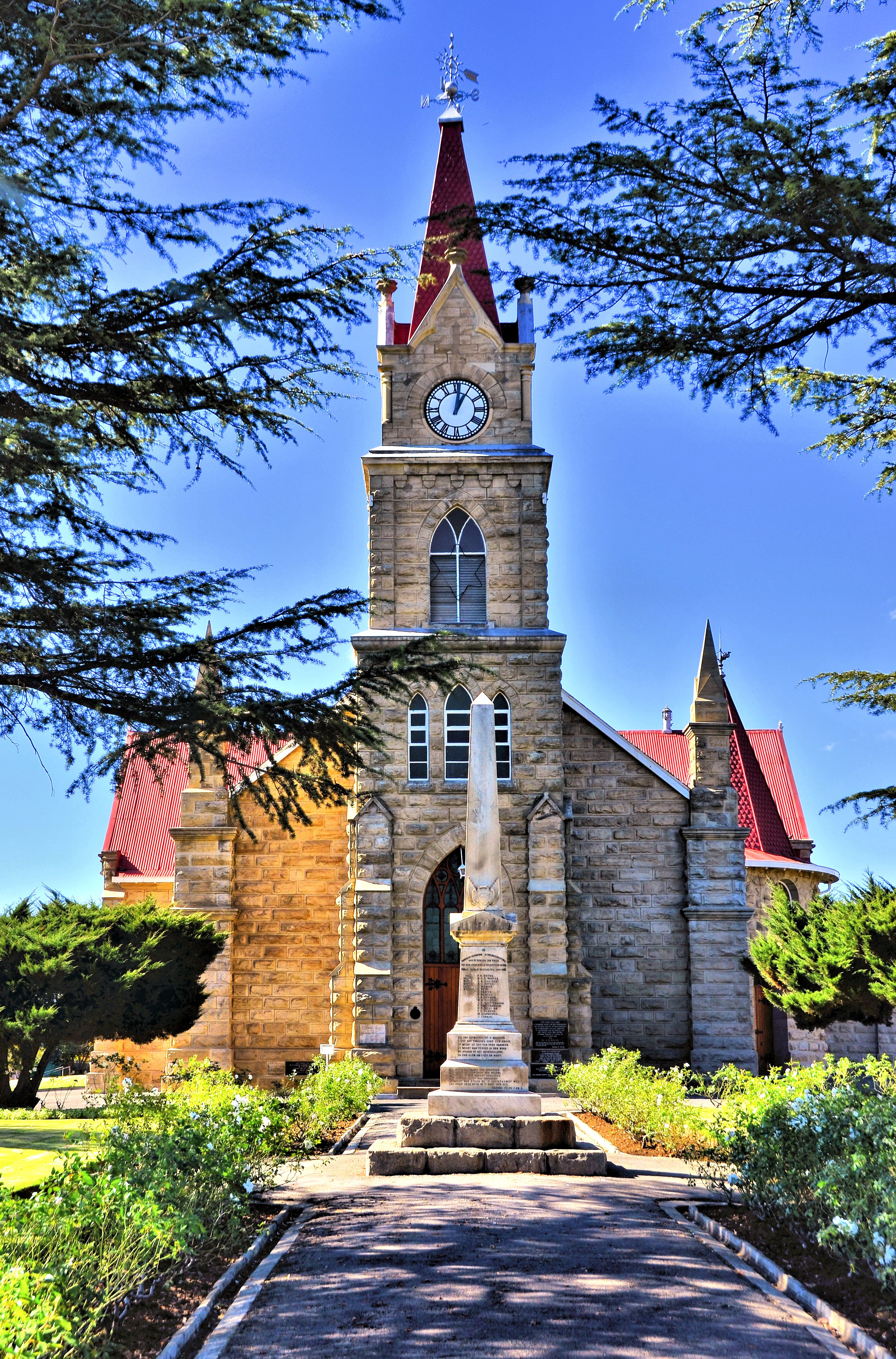
Église réformée hollandaise de Vrede

Le village de Vrede est situé à 60 km au sud de Standerton et à 216 km au sud-est de Johannesburg.

## Démographie
Selon le recensement de 2011, Vrede compte 1 962 résidents, principalement issus de la communauté blanche (49,80 %). Les noirs et les coloureds représentent respectivement 47,35 % et 1,83 % des résidents. Les habitants sont à 51,91 % de langue maternelle afrikaans et à 20,27 % de langue maternelle isizoulou.
La zone urbaine, comprenant le village de Vrede et le township de Thembalihle (15 727habitants, 98,75 % de noirs), compte cependant 17 689 résidents (93,1 % de noirs, 5,7 % de blancs).

## Histoire
Vrede fut fondé en 1863 sur la ferme de Krynauwslust et proclamé en tant que village en 1879.
Vrede fut un bref moment la capitale de l'État libre d'Orange pendant la seconde guerre des Boers.

## Économie
La région de Vrede est agricole. Les productions locales sont le maïs, le blé, la laine, les produits laitiers, le bœuf, le mouton et la volaille. 

## Personnalité née à Vrede
- André Brink (1935-2015), écrivain